# Проскурівський трамвай
Проскурівський трамвай — трамвайна система, яку планувалося спорудити у Проскурові (нині Хмельницький) на початку XX століття.

## Історія
1899 року проскурівський купець Давид Волькович Ніренберг, перебуваючи у Житомирі в комерційних справах, випадково став свідком відкриття там трамвайного руху. Це справило на нього велике враження і він почав виношувати ідею відкриття трамвайного руху в Проскурові. На той час це була нереальна ідея, адже у місті не було електростанції. Не зважаючи на це, Давид Ніренберг розробив «План спорудження міської електричної залізниці» і, будучи впливовою в місті людиною, запропонував міській думі будівництво електростанції та трамвайної мережі.
Навесні 1910 року дума оголосила конкурс на будівництво електростанції в Проскурові та електрифікацію міста. У конкурсі взяли участь проєкти від чотирьох приватних осіб, серед яких був і купець Давид Ніренберг. На відміну від інших, лише в його проєкті окремим пунктом зазначалося те, що після побудови електростанції та проведення електрифікації міста, буде споруджено трамвайну систему. Пропонувався наступний маршрут: «Кам'янецький Переїзд (район філармонії) — вул. Кам'янецька — вул. Олександрівська (нині — вул. Проскурівська) — поворот по Старобульварній (нині — вул. Свободи) — вул. Велика Вокзальна (нині — вул. Шевченка) — залізничний вокзал».
Проте міська влада віддала перевагу проєкту інженера Рабіновича, який передбачав побудову центральної електростанції, прокладання освітлювальної мережі та підключення всіх бажаючих електроспоживачів. Проєкт переміг передусім завдяки ряду пільг на освітлення міських вулиць і бюджетних установ (передбачалося безкоштовне освітлення будинку міської управи, міського саду, громадської бібліотеки тощо). Про перспективу будівництва трамвайної мережі під час голосування не згадувалося.
Наприкінці XIX — на початку XX століття залізницею в межах міста курсувала німецька автомотриса, яка доправляла людей з тоді приміського села Гречани до Проскурова. Вона перебувала у власності міста і у народі називалася трамваєм.